# Menjagrà de Puerto Rico
El menjagrà de Puerto Rico (Melopyrrha portoricensis) és un ocell de la família dels tràupid (Thraupidae).

## Hàbitat i distribució
Habita boscos, matoll àrid i manglars a l'illa de Puerto Rico.

## Taxonomia
El menjagrà de Saint Kitts (Melopyrrha grandis), ha estat considerat una subespècie del menjagrà de Puerto Rico, però actualment és ubicada a la seua pròpia espècie arran treballs com ara Garrido et Wiley 2003.